# 제20회 골든 글로브상
제20회 골든 글로브상은 1962년 상영된 영화 중 가장 뛰어난 영화를 수상하기 위해 1963년 3월에 열린 시상식이다. 미국,엠버서더 호텔/코코넛 그로브에서 개최되었다.

## 수상 및 후보

### 세실 B. 데밀 상
- 밥 호프 수상

### 작품상-드라마
- 챕먼 리포트 - 조지 큐커 수상
- 아라비아의 로렌스 - 데이빗 린 수상
- 술과 장미의 나날 - 블레이크 에드워즈
- 프로이트 - 존 휴스턴
- 청춘의 모험 - 마틴 리트
- 리사 - Philip Dunne
- 지상 최대의 작전 - 켄 아나킨 외
- 미라클 워커 - 아서 펜
- 바운티호의 반란 - 루이스 마일스톤 외
- 알라바마 이야기 - 로버트 멀리건

### 여우주연상-드라마
- 스윗 버드 오브 유스 - 제라르딘 페이지 수상
- 챕먼 리포트 - 글리니스 존스
- 술과 장미의 나날 - 리 레믹
- 로리타 - 쉘리 윈터스
- 미라클 워커 - 앤 밴크로프트
- 제인의 말로 - 베티 데이비스

### 남우주연상-드라마
- 알라바마 이야기 - 그레고리 펙 수상
- 술과 장미의 나날 - 잭 레먼
- 로리타 - 제임스 메이슨

### 작품상-뮤지컬코미디
- 댓 터치 오브 밍크 - 델버트 맨 수상
- 뮤직 맨 - Morton DaCosta 수상

### 여우주연상-뮤지컬코미디
- 집시 - 로사린드 러셀 수상
- 빌리 로즈스 점보 - Charles Walters
- 집시 - 나탈리 우드

### 남우주연상-뮤지컬코미디
- 이혼 - 이탈리언 스타일 - 마르첼로 마스트로야니 수상
- 빌리 로즈스 점보 - 스티븐 보이드
- 빌리 로즈스 점보 - 지미 두런트
- 집시 - 칼 말든
- 댓 터치 오브 밍크 - 캐리 그랜트

### 여우조연상
- 맨츄리안 켄디데이트 - 안젤라 랜즈베리 수상
- 빌리 로즈스 점보 - 마사 레이
- 프로이트 - 수잔 코너
- 미라클 워커 - 패티 듀크

### 남우조연상
- 아라비아의 로렌스 - 오마 샤리프 수상
- 엑스페리먼트 인 테러 - 로스 마틴
- 청춘의 모험 - 폴 뉴먼
- 이프 어 맨 앤서 - 케서 로메로
- 로리타 - 피터 셀러스
- 스윗 버드 오브 유스 - 에드 베글리
- 제인의 말로 - 빅터 부오노

### 외국어 영화상
- 최고의 적수 - 가이 해밀톤 수상
- 이혼 - 이탈리언 스타일 - 피에트로 제르미

### 감독상
- 아라비아의 로렌스 - 데이빗 린 수상
- 술과 장미의 나날 - 블레이크 에드워즈
- 집시 - 머빈 르로이
- 로리타 - 스탠리 큐브릭

### 음악상
- 알라바마 이야기 - 엘머 번스타인 수상
- 미스 골든 글로브도나 더글라스 수상
- Eva Six 수상